# Senostoma flavipes
Senostoma flavipes är en tvåvingeart som beskrevs av Barraclough 1991. Senostoma flavipes ingår i släktet Senostoma och familjen parasitflugor.
Artens utbredningsområde är Nya Kaledonien. Inga underarter finns listade i Catalogue of Life.